# Ver-sur-Mer
Ver-sur-Mer é uma comuna francesa na região administrativa da Normandia, no departamento Calvados. Estende-se por uma área de 9 km². Em 2010 a comuna tinha 1 680 habitantes (densidade: 186,7 hab./km²).